# Amt Fladungen
Das Amt Fladungen war ein Amt des Hochstifts Würzburg.

## Funktion
In der Frühen Neuzeit waren Ämter eine Ebene zwischen den Gemeinden und der Landesherrschaft. Die Funktionen von Verwaltung und Rechtsprechung waren hier nicht getrennt. Dem Amt stand ein Amtmann vor, der von der Landesherrschaft eingesetzt wurde. Das Amt Fladungen war gleichzeitig Zentamt, also Hochgerichtsbezirk.

## Geschichte
Ausgangspunkt der Machtausübung im Gebiet war die Hildenburg. Diese kam 1230 von Graf Otto von Henneberg an das Hochstift Würzburg.
Die Statistik des Hochstiftes Würzburg von 1699 nennt 859 Untertanen in 1. Stadt und 11 Dörfern. Als jährliche Einnahmen des Hochstiftes aus dem Amt wurden abgeführt: Schatzung: 130 Reichstaler, 3 Batzen, Akzise und Ungeld: 370 fl und Rauchpfund: 873 Pfund.
Nach dem Übergang an Kurpfalz-Bayern 1802 wurde das Amt aufgelöst und die Orte überwiegend dem Landgericht Fladungen zugeordnet.

## Umfang
Am Ende des HRR bestand das Amt aus der Stadt Fladungen, der Hildenburg und den Orten Brüchs, Ginolfs, Hausen, Heufurt, Leubach, Nordheim, Oberelsbach, Oberfladungen, Roth, Rüdenschwinden und Unterelsbach.

## Cent
Zur Cent gehörten die Amtsorte und Frankenheim, Haubenstein, Hoflar, Malpers, Oberwaldbehrungen, Sondheim, Stetten, Urspringen, Weisbach und Wermers.
Das Zentgericht wurde in bürgerlichen Sachen im Wirtshaus und als Halsgericht unter einer Linde am Untertor gehalten. Gegenüber dem Amtshaus befindet sich der Pranger. Die Richtstätte befand sich seit 1590 am Untertor. 1812 wurden die Galgensteine und der Zentgerichtsplatz verkauft.

## Amtshaus

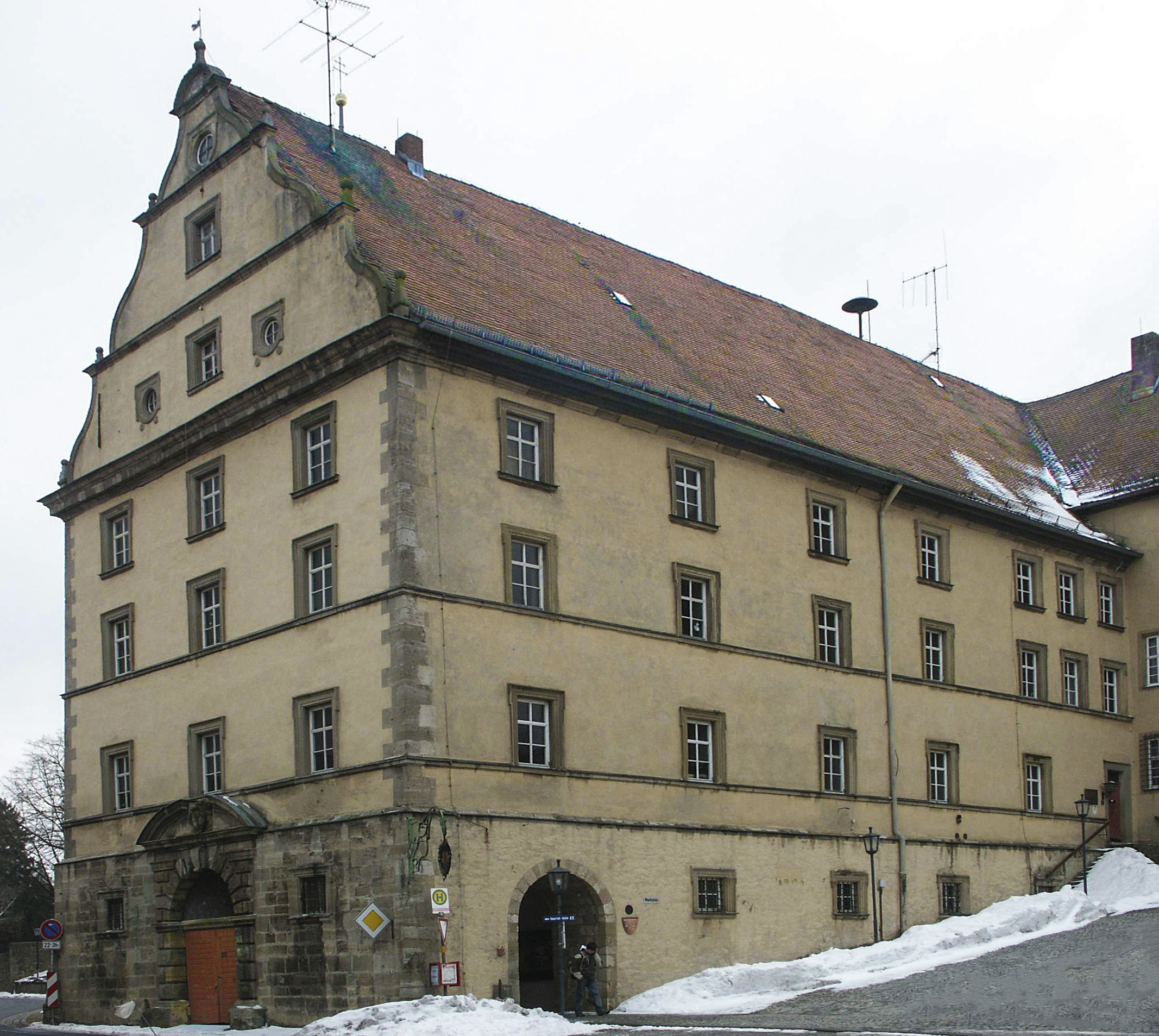
Amtshaus

Das fürstbischöflisch Würzburgische Amtshaus wurde 1628 neben der Pfarrkirche erbaut.